# Coralliodrilus corpulentus
Coralliodrilus corpulentus är en ringmaskart som beskrevs av Erséus 1986. Coralliodrilus corpulentus ingår i släktet Coralliodrilus och familjen glattmaskar. Inga underarter finns listade i Catalogue of Life.